# トランスモーファー -人類最終戦争-
『トランスモーファー -人類最終戦争-』（ - じんるいさいしゅうせんそう、原題: Transmorphers）は、2007年にアメリカ合衆国で制作され、オリジナルDVD作品としてリリースされたSF映画。リー・スコット監督、マシュー・ウォルフ主演。ストーリーなどに映画『トランスフォーマー』の影響を強く受けた作品で、モックバスター（模倣映画）とみなされている。

## ストーリー
二千万光年かなたで謎の生命体を発見した人類は、彼らに平和と友情の旨を伝えたメッセージを送る。しかし、その送信から5年後に返って来た返信の内容は「宣戦布告」だった。地球に突如現れた正体不明の侵略者たちは人類の9割を死滅させ、地球を占拠してしまう。生き残ったわずかな生存者たちは、人類の存亡をかけて、未知の機械生命体・トランスモーファーたちに戦いを挑む。

## キャスト
※括弧内は日本語吹替版キャスト
- マシュー・ウォルフ - ミッチェル  （玄田哲章）
- グリフ・ファースト - イッチー
- エリザ・スウェンソン - ヴァン・ライバーグ司令官
- エイミー・ウェバー - ナディール
- シャーリー・スコット - ラックス
- ジェフ・デントン - マクガイア
- トーマス・ドーニー - ブラックソーン
- リー・スコット - サビール司令官
- クリス・ライデンハウア - アンドルーズ（赤羽根健治）

その他の声の出演：鍋井まき子、帆足桃子